# Heliconius rosina
Heliconius rosina är en fjärilsart som beskrevs av Jean Baptiste Boisduval 1870. Heliconius rosina ingår i släktet Heliconius och familjen praktfjärilar. Inga underarter finns listade i Catalogue of Life.